# 透明骨骼標本

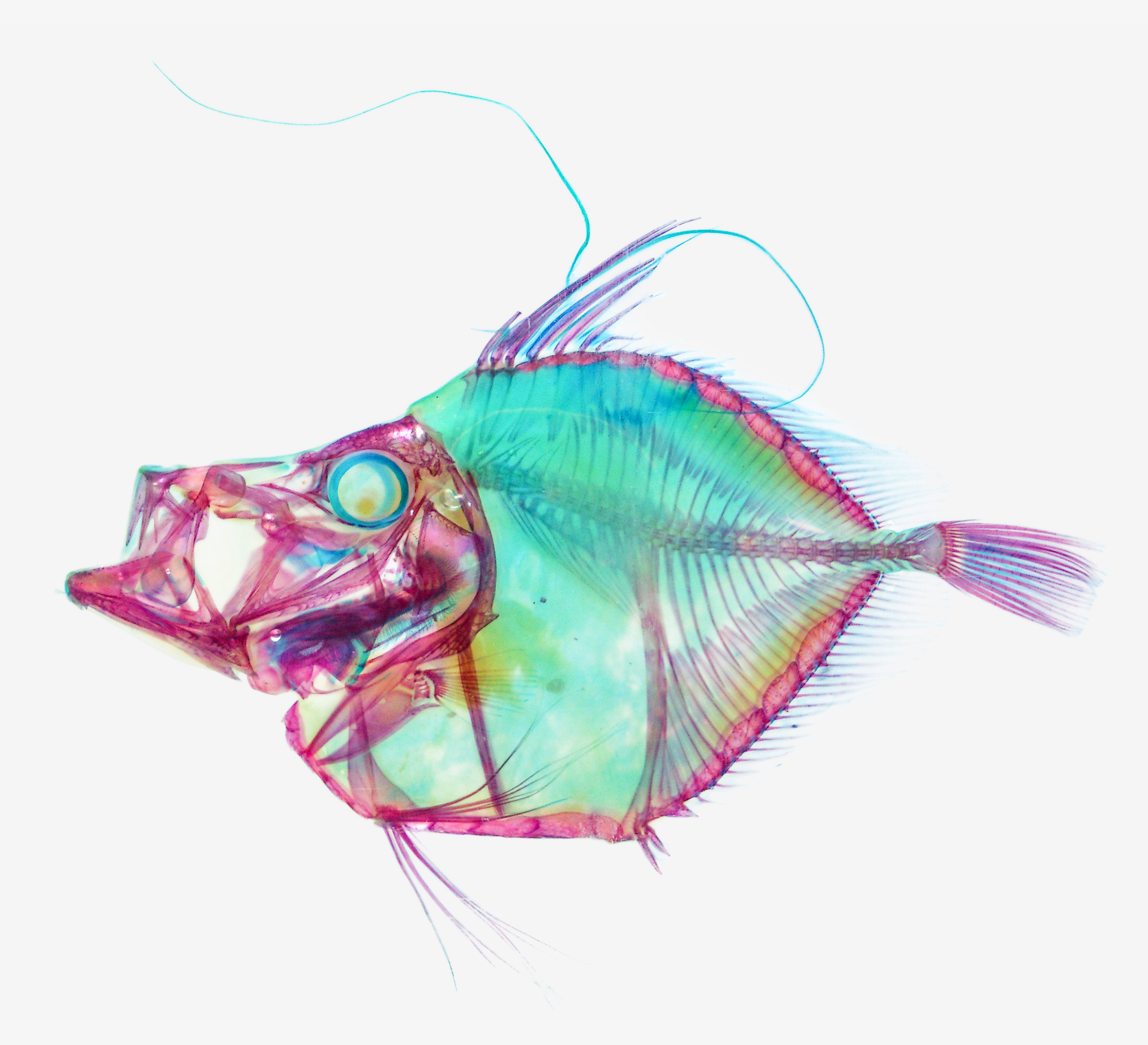
雨印鯛的透明骨骼標本

透明骨骼標本(Diaphonization) （页面存档备份，存于）是使用各種染色方法製備的標本，以觀察生物體的骨架。通常使用亞里西安藍（Alcian blue）和茜素（Alizarin和1,2-二羥基蒽醌）。

對於小動物和胚胎來說，它是一種有效的觀察工具，通過解剖很難使骨骼標本處於乾燥狀態。它已被廣泛用於分類學，比較解剖學和胚胎學等研究領域。

茜素紅　（alizarin red）
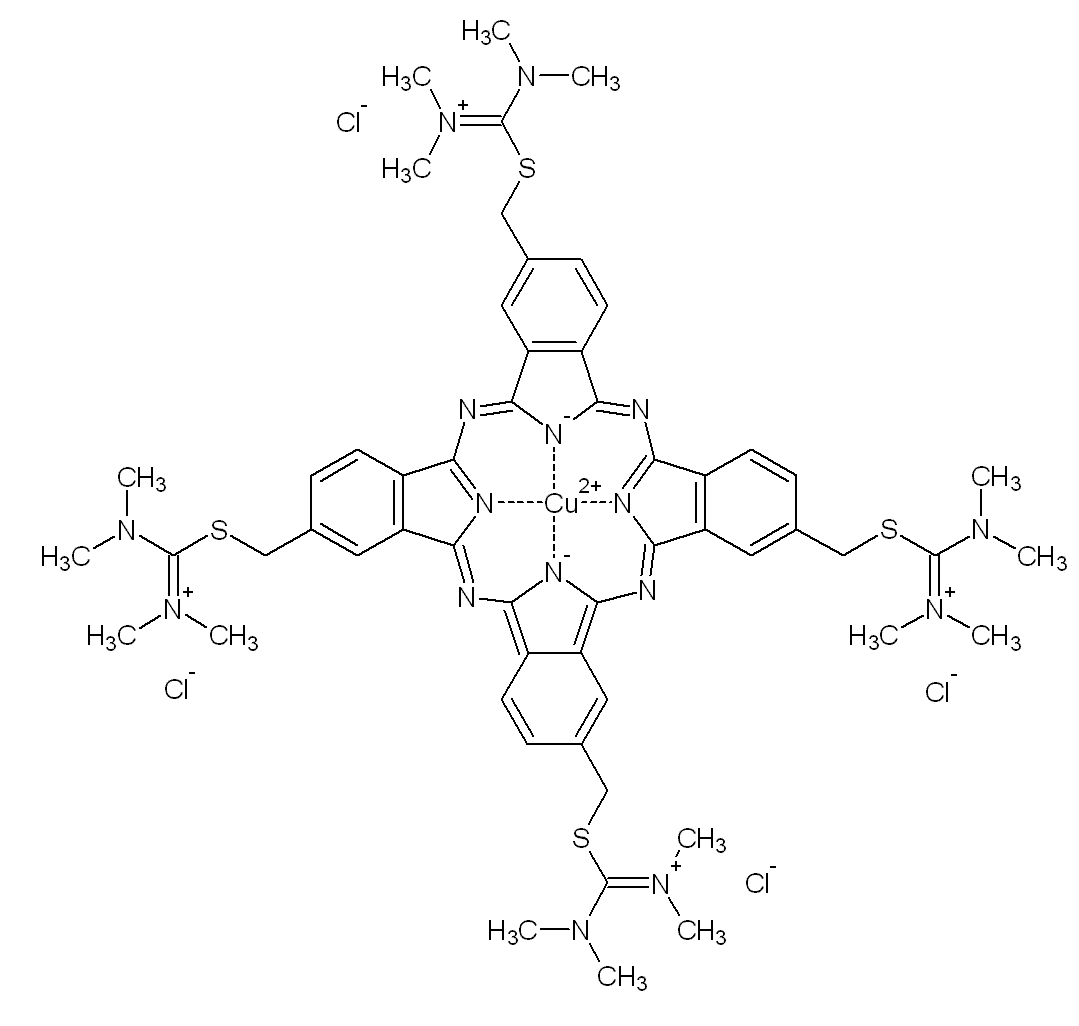
亞里西安藍（alcian blue）

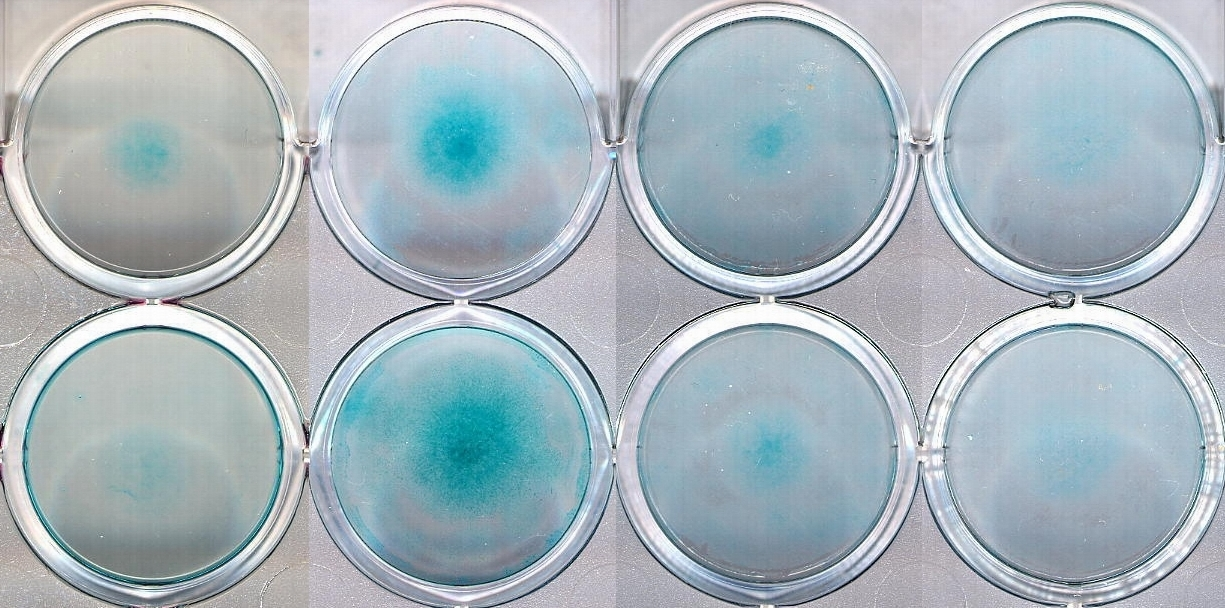
被亞里西安藍染色的C3H-10T1/2 細胞在不同氧壓所表現的情況

## 概述
脊椎動物分類學和相關解剖學研究的重要因素就是骨骼形態學，為了觀察骨骼，自古以來就開始以物理方式去除骨骼以外的軟組織去製作骨骼標本。
不過，很難為小魚和發育中的胚胎製作骨骼標本。因為無法避免對骨骼，尚未發育的軟骨組織和精細骨骼之間的三維排列的傷害。雖然X光攝影也可用於觀察精細骨骼，但是難以觀察到三維結構以及軟骨。
在透明骨架標本中，通常骨頭用茜素染色，軟骨是由透明軟組織與亞里西安藍，或雙染色進行染色後獲得的。在其透明構造中可以清楚觀察到肉體中染色的骨架，這就可以克服上述缺點。
此外，組織的透明化處理不僅限在骨骼樣品上，而是通用於各種技術的樣品上，例如免疫染色和螢光觀察。

## 方法

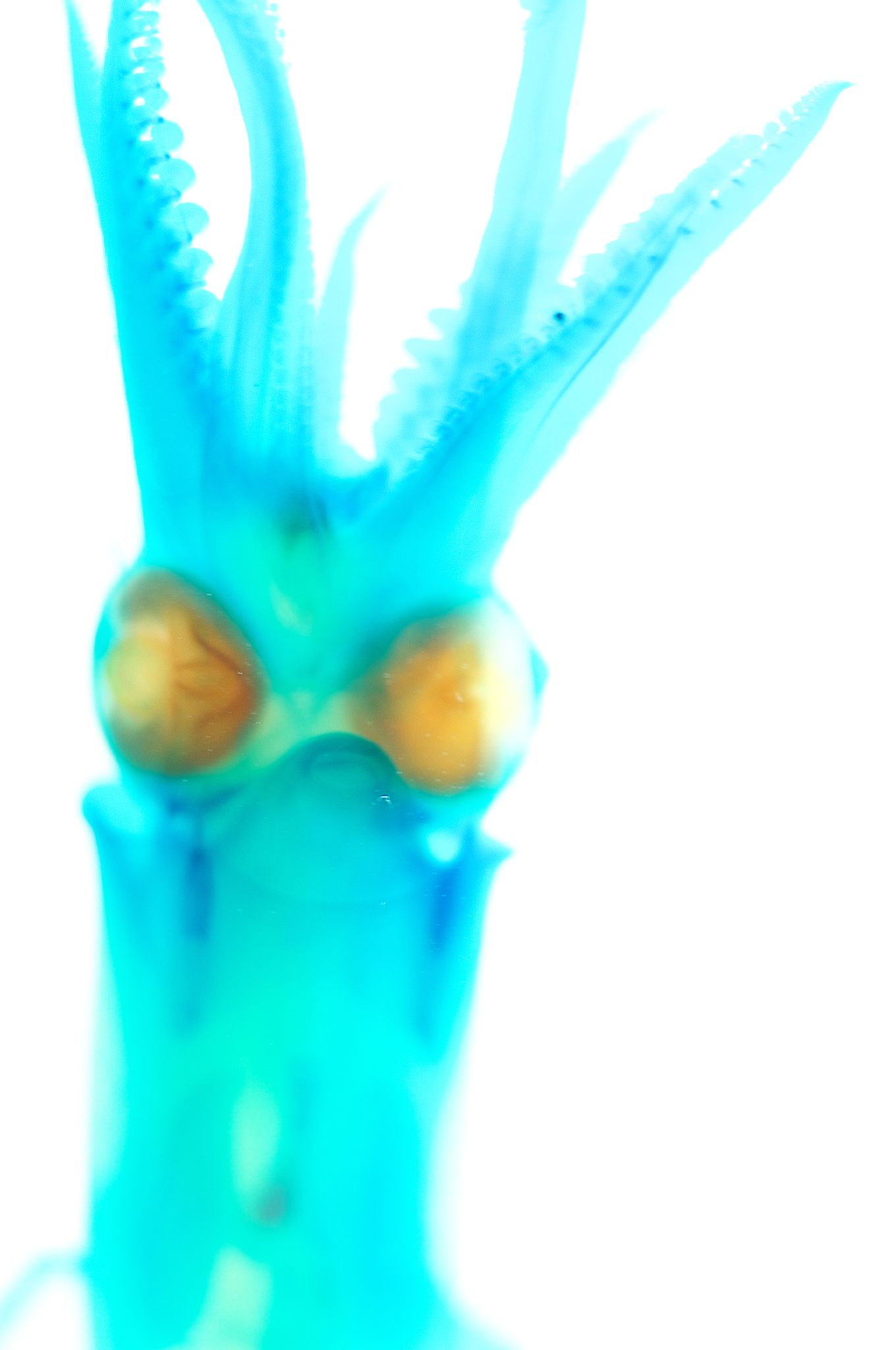
日本魷魚（ジンドウイカ）的染色標本。沒有特定的結構被染色，所以整體呈現青藍色。

有幾種製備透明骨骼標本的方法和試劑，但較具有代表性的方法和使用試劑如下所示。

### 固定[2]
首先，使用醛類固定劑如福馬林固定樣品的蛋白質，以在蛋白質分子和蛋白質分子之間形成交叉鏈接。固定後自福馬林溶液取出，以流動水源將福馬林溶液洗淨。

### 染色
接下來，用亞里西安藍染色軟骨結構。亞里西安藍具有酸性多醣的結構，使其易和硫酸軟骨素中的硫酸基結合的藍色染料。硫酸軟骨素是軟骨中常含的一種黏多醣（醣胺聚醣）。所以，軟骨部分被染成藍色。然而，由於黏多醣（醣胺聚醣）不一定僅位於軟骨，因此一些標本可能看起來是非特異性染色。
例如，如果由於骨骼的鈣質過度流失而導致磷酸鈣（磷灰石）的損失，則需要花費很長時間才能讓軟骨染色溶液染色較為明顯，而後者提到的骨染色失敗，則是骨骼外基質的黏多醣（醣胺聚醣）占主要部分，使得用亞里西安藍染色時，整個骨架就像是軟骨一樣被染成藍色。
接下來，用茜素染色骨頭。茜素是紫色顏料，但與金屬離子結合形成紅色。磷酸鈣（磷灰石）晶體沉積在骨骼上，這些晶體中的鈣離子和茜素結合在一起，使得骨頭被染成紅色。就像亞里西安藍一樣，茜素與金屬離子結合，因此儘管只是骨骼骨骼系統的一部分的魚鱗，仍會因為鈣沉積被染成紅色。

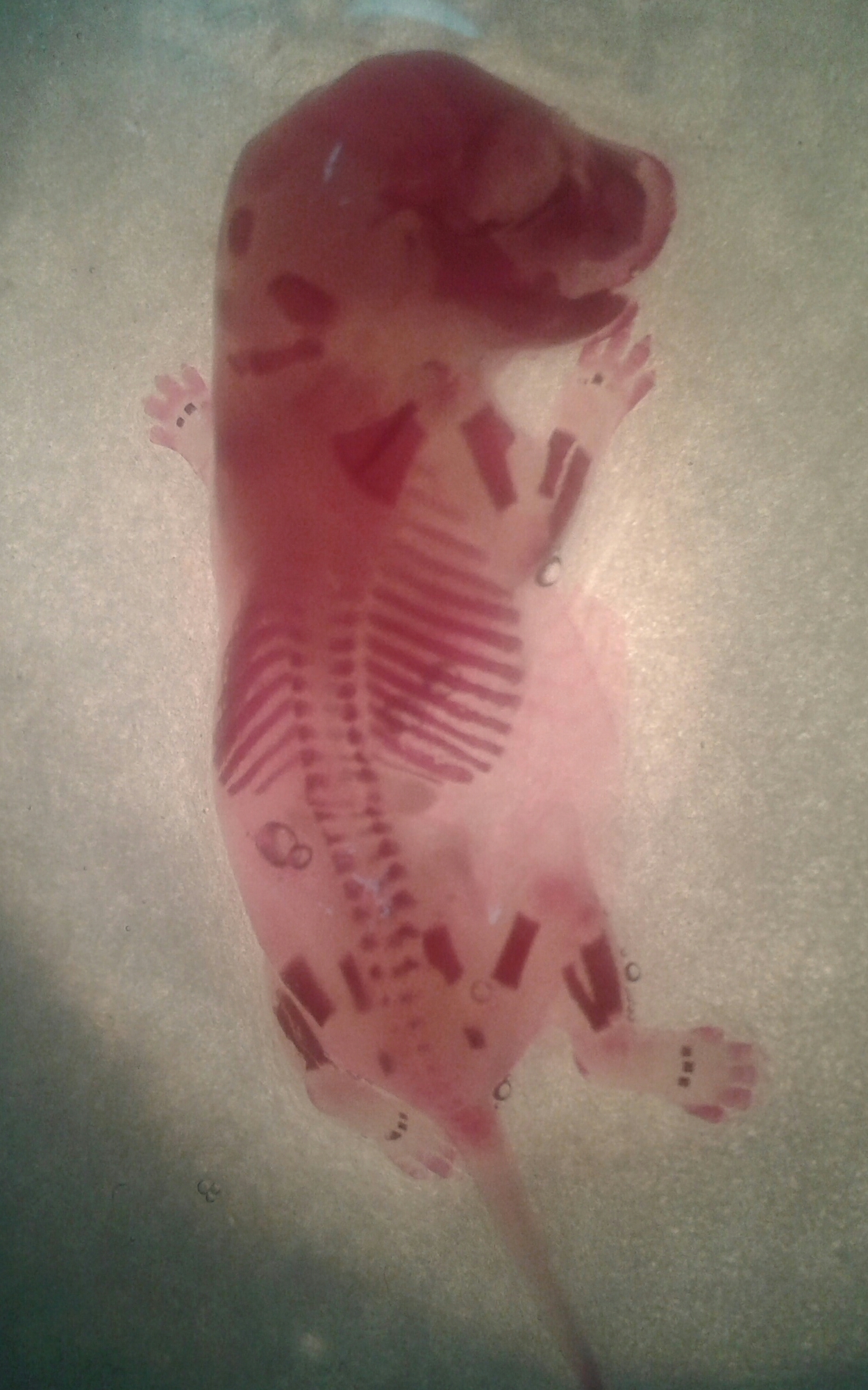
使用紅茜素染色以用於研究大鼠胚胎骨
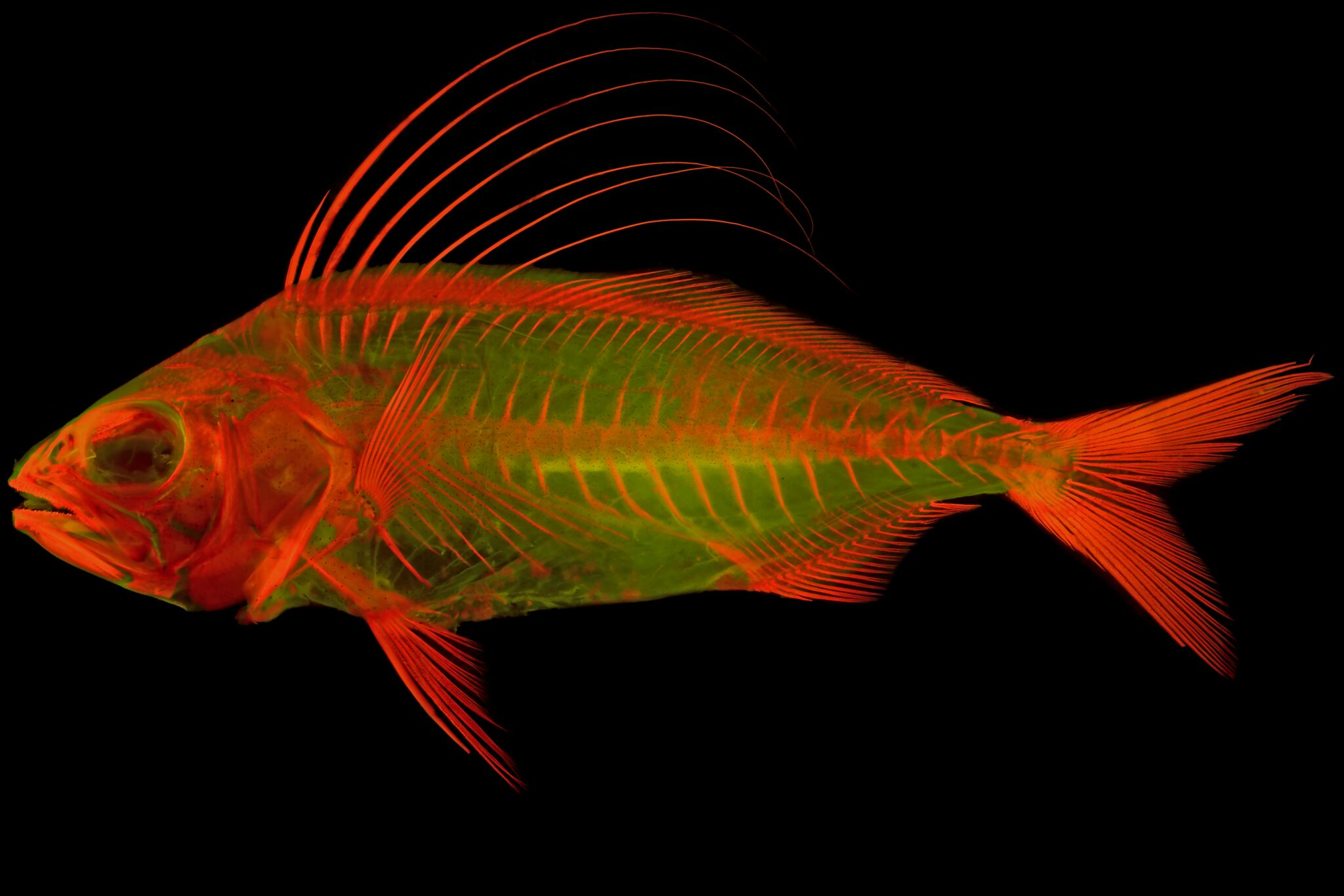
被茜素染色的幼年雄雞魚（Nematistius pectoralis）由螢光燈照射。
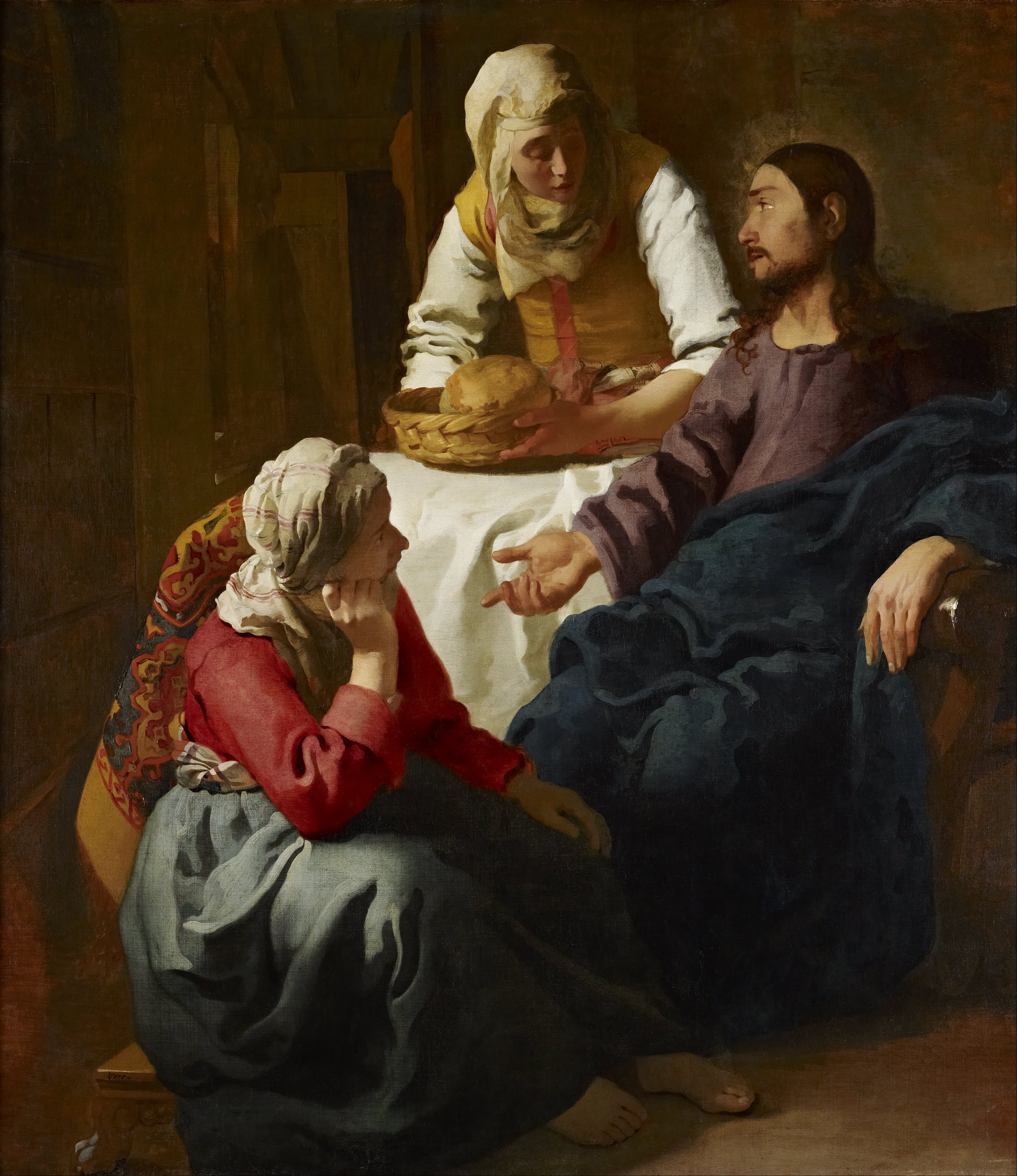
Johannes Vermeer, Christ in the House of Martha and Mary, 1654-56. 瑪麗的紅色上衣使用的是茜素或紫紅素
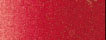
茜素的顏色

### 透明化
標本在鹼性水溶液：氫氧化鈉、氫氧化鉀或者是使用蛋白酶的水溶液的情況下，他們會水解蛋白質的肽鍵。
在蛋白質分子和蛋白質分子之間，由於側鏈氨基已經和福馬林形成交叉鏈接，因此保留了分子間交叉鏈接的結構，並且組織變得適度地微弱而留下外形。最後，當用甘油置換該樣品中的水時，軟組織幾乎呈現完全透明，並且可以從外部輕易地觀察到被染成紅色的骨骼和被染成藍色的軟骨。
在此方法中，難以處理含有較為發達的脂肪層的動物，但是可以透過二甲苯來達成脫脂作用。
此外，對七鰓鰻用亞里西安藍染色通常是不成功的，因其含有較多的脂肪量。